# Victoriopisa papice
Victoriopisa papice is een vlokreeftensoort uit de familie van de Eriopisidae. De wetenschappelijke naam van de soort is voor het eerst geldig gepubliceerd in 1998 door Asari.